# Tour ivorià de la Pau
El Tour ivorià de la Pau va ser una cursa ciclista per etapes que es va fer a la Costa d'Ivori. La seva primera i única edició es disputà el 2008 formant part de l'UCI Àfrica Tour, amb una categoria 2.1.

## Palmarès
| Any  | Vencedor     | Segon            | Tercer           |
| ---- | ------------ | ---------------- | ---------------- |
| 2008 | Rony Martias | Sébastien Turgot | Jean-Marc Marino |